# GLUT5
GLUT5 est un transporteur de type passif permettant la réabsorption du fructose au niveau du sperme et au niveau apical de l'épithélium de l'intestin grêle (jéjunum).
Contrairement au glucose, qui est transporté dans les cellules de l'organisme par les transporteurs GLUT1, GLUT2, GLUT3, GLUT4 et largement utilisé par divers tissus pour produire de l'énergie sous forme d'ATP, le fructose est presque exclusivement métabolisé dans le foie. Il est transporté dans les cellules hépatiques par le transporteur spécifique GLUT5, ce qui le distingue immédiatement du glucose.